# Mari Okada
Mari Okada (岡田 麿里 Okada Mari?) es una guionista, directora y artista de manga japonesa. Es una de las escritoras más prolíficas que actualmente trabajan en la industria del anime. Ganó el 16° Premio Animation Kobe por su trabajo.

## Vida personal
Nacida en Chichibu, Okada tuvo una infancia difícil. A menudo era víctima de acoso en la escuela primaria y se saltaba días de clase para evitarlo y hacer frente a la ansiedad social. Okada dejó de asistir a la escuela secundaria y pasó la mayor parte del tiempo encerrada en su habitación, leyendo libros y jugando a videojuegos. A pesar de ello, su dominio de la escritura le ayudó a entrar a la preparatoria, aunque su ansiedad social seguía siendo un problema. Nadie tenía grandes esperanzas en ella y, cuando se acercaba su graduación, le decían constantemente que «no sobreviviría en el mundo real». Después de graduarse, Okada se matriculó en la Tokyo Amusement Media School para estudiar sobre videojuegos.

## Carrera
A través de sus estudios de escenarios de videojuegos, Okada desarrolló una pasión por la escritura de guiones, pero le resultó difícil debido a sus problemas de ansiedad. En 1998 conoció a Tetsuro Amino, quien le pidió que aportara algunas de sus ideas para la trama de DT Eightron. Luego escribió el guion de cinco episodios, y la conexión con Amino ayudó a impulsar su carrera. Okada lanzó una idea para su primer anime original, que se basó en sus propias experiencias cuando era niña. El guion nunca se publicó, pero se usarían varios elementos en algunos de sus trabajos posteriores. Después de varios años, su reputación dentro de la industria del anime había crecido considerablemente, con guionista de numerosas series exitosas.
Okada escribió el guion de su debut como directora para la película de anime de 2018 Maquia, una historia de amor inmortal. Fue bien recibido por los críticos y fue galardonado con el premio a la mejor película de animación en el 21 ° Festival Internacional de Cine de Shanghái.

## Trabajos

### Manga
- Araburu Kisetsu no Otome-domo yo (2016; escritora)

### Televisión
- DT Eightron (1998; guion)
- Tenshi no Shippo Chu! (2001; guion)
- Gekito! Crush Gear Turbo (2003; guion)
- Poporokuroisu Monogatari (2003; guion)
- Kita e (2004; guion)
- Rozen Maiden (2004; guion)
- Basilisk (2005; guion)
- Canvas 2: Akane-iro no Palette (2005; guion)
- Animal Yokochō (2005; escenario)
- Rozen Maiden: Träumend (2005; guion)
- Aria – The Natural (2006; guion)
- Simoun (2006; guion)
- Sasami: Club de Chicas mágicas (2006; composición de serie)
- Sasami: Mahō Shōjo Kurabu, segunda temporada (2006; composición de serie)
- Red Garden (2006; screenplay)
- Mamoru-kun ni Megami no Shukufuku o! (2006; composición de serie)
- Sketchbook ~full color'S~ (2007; composición de serie)
- Kodomo no Jikan (2007; composición de serie)
- True Tears (2008; composición de serie)
- Vampire Knight (2008; composición de serie)
- Vampire Knight Guilty  (2008; composición de serie)
- Toradora! (2008; composición de serie)
- Kuroshitsuji (2008; composición de serie)
- Canaan (2009; composición de serie)
- Tatakau Shisho (2009; composición de serie)
- Darker than Black: Ryūsei no Gemini (2009; composición de serie)
- Kuroshitsuji II (2010; composición de serie)
- Otome Yōkai Zakuro (2010; composición de serie)
- Gosick (2011; composición de serie)
- Fractale (2011; composición de serie)
- Hōrō Musuko (2011; composición de serie)
- Anohana (2011; composición de serie)
- Hanasaku Iroha (2011; composición de serie)
- Aquarion Evol (2012; composición de serie)
- Black Rock Shooter (2012; composición de serie)
- Lupin III: La mujer llamada Mina Fujiko (2012; composición de serie)
- AKB0048 (2012; composición de serie)
- Zetsuen no Tempest (2012; composición de serie)
- Sakura-sō no Pet na Kanojo (2012; composición de serie)
- AKB0048 next stage (2013; composición de serie)
- Nagi no Asukara (2013; composición de serie)
- Selector infected WIXOSS (2014; composición de serie)
- M3: Sono Kuroki Hagane (2014; composición de serie)
- Selector Spread WIXOSS (2014; composición de serie)
- Gourmet Girl Graffiti (2015; composición de serie)
- Mobile Suit Gundam: Iron-Blooded Orphans (2015; composición de serie)
- Kiznaiver (2016; composición de serie)
- Mayoiga (2016; supervisor de guion)[6]
- Hisone to Masotan (2018; composición de serie)
- Araburu Kisetsu no Otome-domo yo (2019; composición de serie, creador original)

### OVAs
- Dead Girls (2007; guion)
- Kodomo no Jikan Nigakki (2009; composición de serie)
- Kodomo no Jikan: Kodomo no Natsu Jikan  (2011; composición de serie)
- Rurouni Kenshin: New Kyoto Arc (2011; composición de serie)
- Winter Oath, Summer Festival, Takeo Ōkusu (2016; guion)[7]
- Cup's Promise, First Love of Arita (2016; guion)[8]

### Películas de anime
- Cinnamon the Movie (2007; guion)
- El himno del corazón (2015; guion)[9]
- Maquia, una historia de amor inmortal (2018; director, escritor)[10]
- Su Cielo Azul (2019; guion)
- Kimi dake ni Motetainda (2019; guion)[11]
- Amor de gata (2020, guion)[12]
- Alice to Therese no Maboroshi Kōjō (2023; guion, dirección)[13][14]

### Películas de acción real
- Mi Profesor (2017; guion)
- Ankoku Joshi (2017; guion)
- Aku no Hana (2019; guion)